# Guildhall (Salisbury)

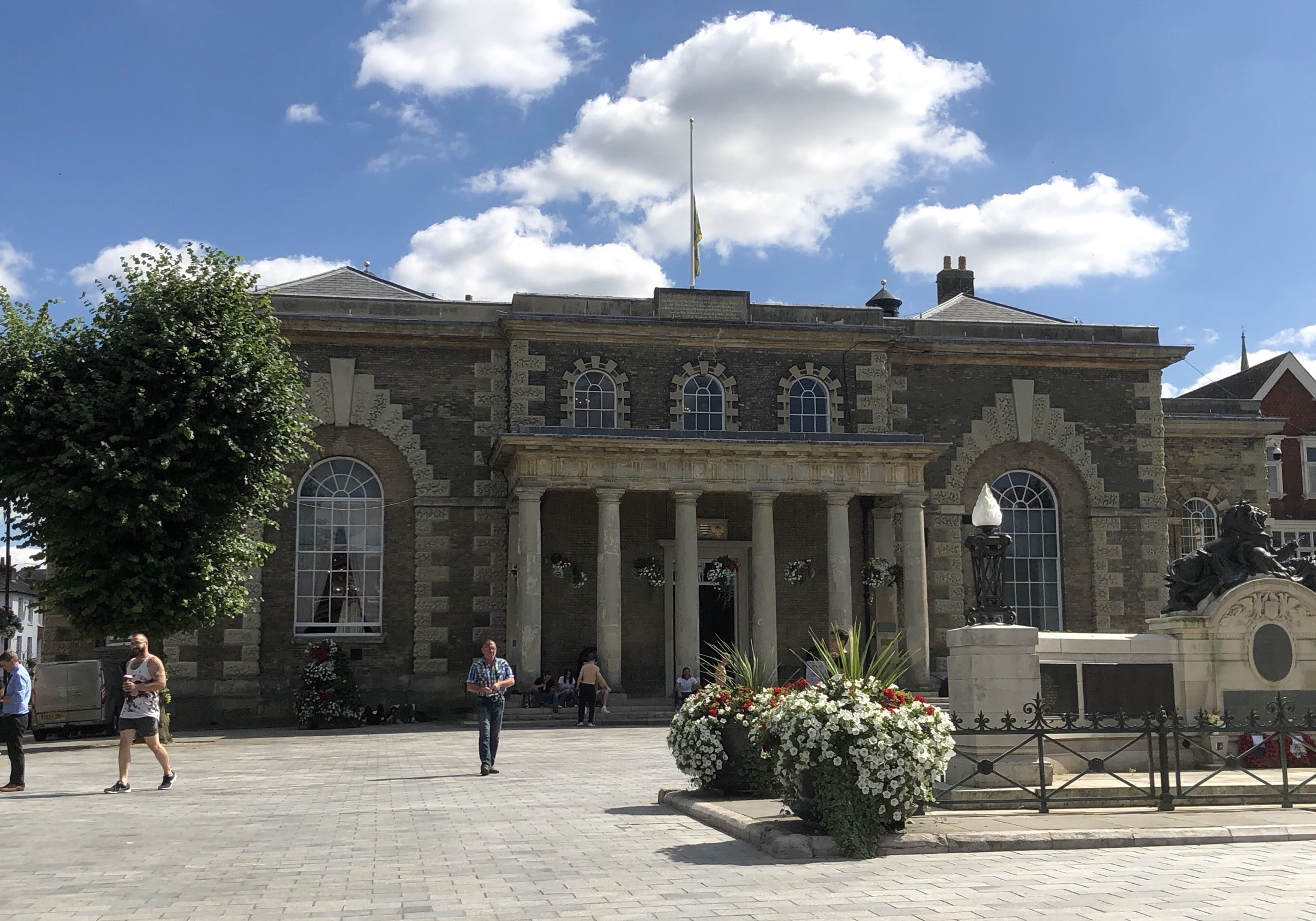
Guildhall, Blick von Norden, 2019

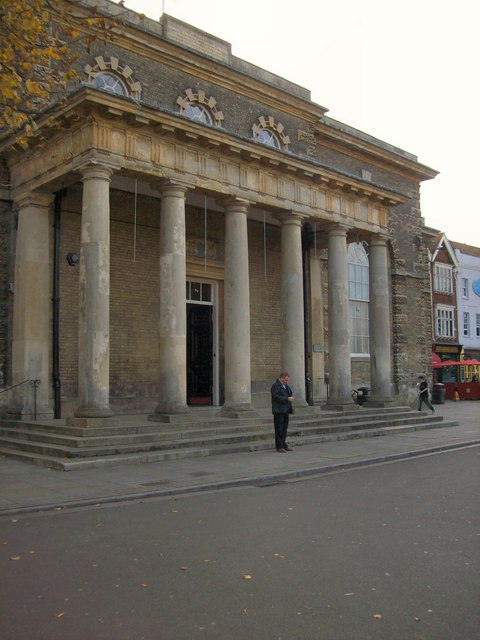
Portikus, 2008

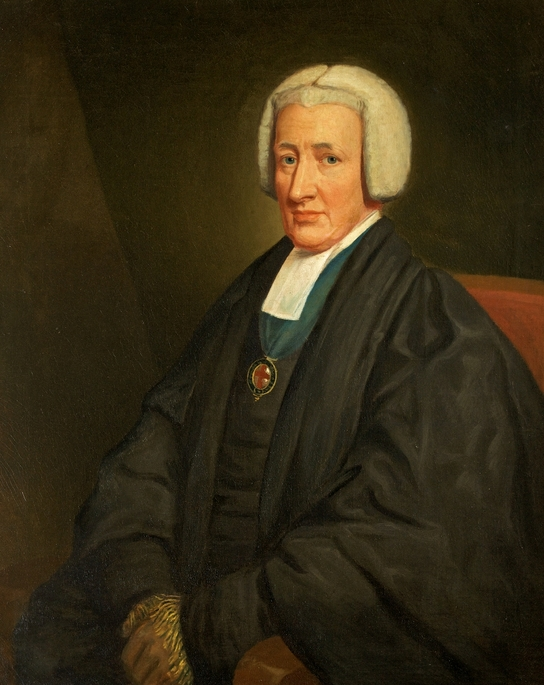
Porträt des Bischofs von Salisbury John Fisher (1748–1825) in der Guildhall

Die Guildhall ist ein denkmalgeschütztes städtisches Gebäude in Salisbury in England. Es dient als Tagungsort des Stadtrates von Salisbury.

## Lage
Es befindet sich im Ortszentrum von Salisbury auf der Südseite des Market Place. Unmittelbar östlich des Hauses verläuft die Queen Street, südlich die Fish Row. Nördlich der Guildhall auf dem Marktplatz befindet sich auf das Kriegerdenkmal Salisbury.

## Architektur und Geschichte
Zuvor befand sich an der Stelle des heutigen Gebäudes die Bishop´s Guildhall, die jedoch wegen Baufälligkeit abgerissen wurde. Das Gebäude wurde zwischen 1788 und 1795 nach einem Entwurf von Robert Taylor durch William Pilkington mit einigen Änderungen gebaut. Der symmetrisch angelegte repräsentative Bau verfügt über einen etwas aus der nördlichen Fassadenfront vortretenden Mittelteil, in dem sich der über vier Stufen erreichbare Eingang befindet. Er wird von sechs Säulen gebildeten Portikus dominiert. Oberhalb der Eingangstür ist das Stadtwappen von Salisbury angebracht. Im Bereich über dem Portikus befinden sich in einem zweiten Stockwerk drei Fenster. Ursprünglich befand sich der Portikus auf der Westseite des Hauses und wurde erst später an seinen heutigen Platz umgesetzt.
Links und rechts der Eingangs befindet sich jeweils ein großes als Rundbogen ausgeführtes Fenster. Sowohl die Gebäudeecken als auch die Fensteröffnungen sind mit Eckquaderungen versehen.
1829 erfolgten Umbauten des Hauses, insbesondere wurde ein Saal für die Grand Jury angebaut. Darüber hinaus wurden weitere Räume für Gerichte und Richter geschaffen. Auch in der Folgezeit ergaben sich weitere Veränderungen. Ab 1835 gehörte das Gebäude dann zur kommunalen Verwaltung. Im Juli und September 1884 kam es zu Bombenanschlägen an der Guildhall, die irischen Republikanern zugeschrieben wurden. Im April 1885 wurden lokale Täter ermittelt und festgenommen, die angaben, dass die Bomben nur die Öffentlichkeit alarmieren sollten. In den Jahren 2010/11 fand eine umfangreiche Sanierung des Hauses statt. Dabei wurde auch die öffentliche Zugänglichkeit verbessert. Seitdem ist im Gebäude der Stadtrat mit Büros und Sitzungssaal untergebracht.
Als denkmalgeschützt wird es seit dem 28. Februar 1952 geführt und wird als besonders bedeutendes Bauwerke von allgemeinem Interesse in der Kategorie Grad II* der englischen Denkmalliste geführt.
In der Guildhall sind diverse historische Gemälde, Kunst- und Einrichtungsgegenstände erhalten.